# Micael Bydén

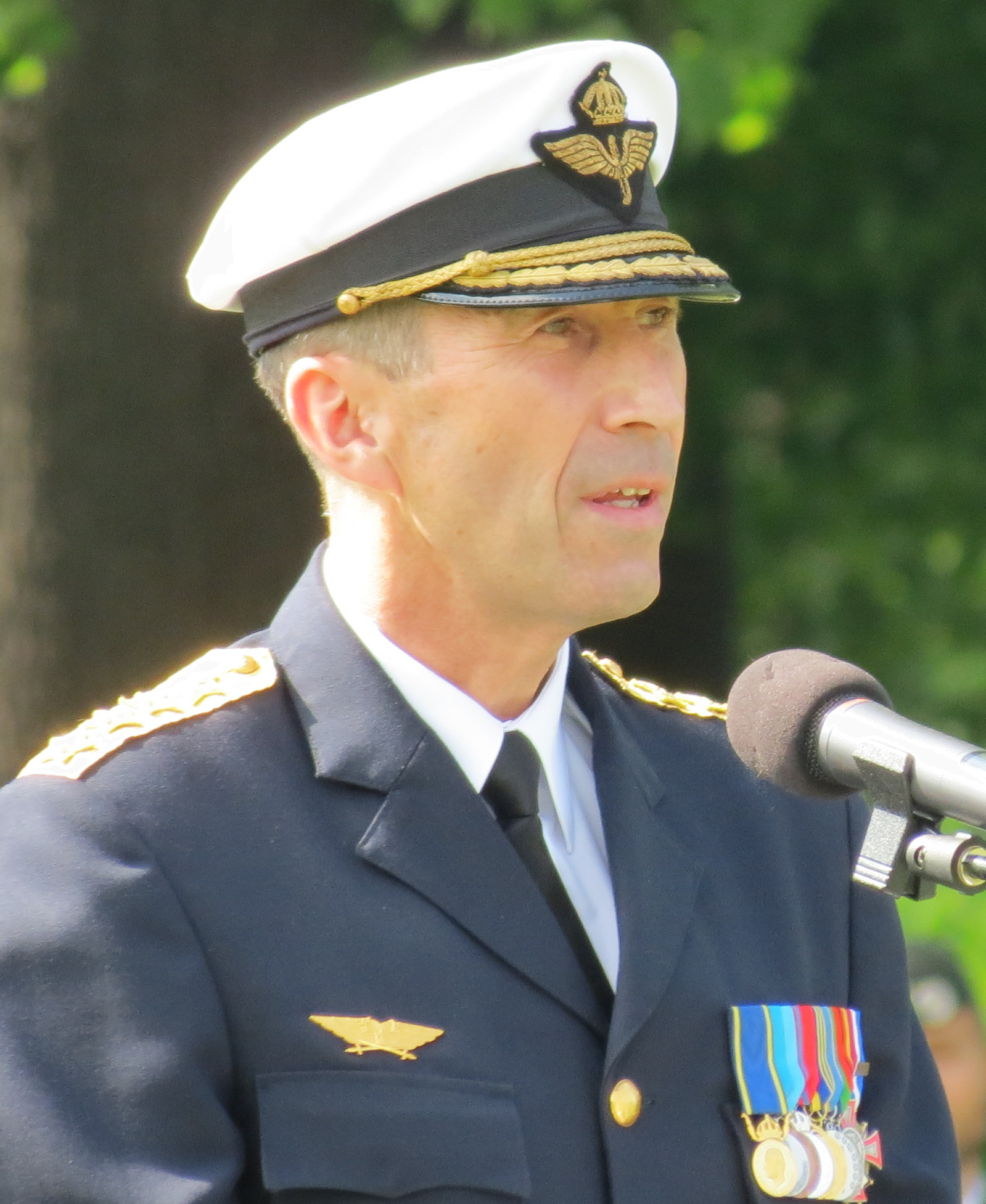
Micael Bydén (2016)

Per Micael Bydén (* 13. Juni 1964 in Gnarp) ist ein schwedischer General. Vom 1. Oktober 2015 bis zum 30. September 2024 war er Nachfolger von Sverker Göranson als Oberbefehlshaber der schwedischen Streitkräfte.

## Leben
Bydén trat 1982 in die schwedischen Streitkräfte ein und absolvierte seine erste militärische Ausbildung an der Akademie der Küstenartillerie in Göteborg. 1985 wurde er zum Leutnant ernannt und begann im Anschluss seine Ausbildung zum Kampfflugzeugführer. Nach dem Abschluss der Ausbildung und dem Erwerb der Musterberechtigung auf der Saab 37 Viggen versah er seinen Dienst von 1989 bis 1997 beim Verband F 21 in Luleå. Dort war er ab 1996, mittlerweile als Major, auch als stellvertretender Staffelkapitän eingesetzt.
Nach dem Abschluss des schwedischen Stabsoffizierlehrgangs 1999 wurde Bydén zunächst drei Jahre als Luftwaffenattaché nach Washington D.C. versetzt. Er hatte von 2002 bis 2003 eine Stelle im Stab der schwedischen Luftwaffe im Hauptquartier der Streitkräfte in Stockholm. 2001 wurde er zum Oberstleutnant befördert.
Auf diese Verwendungen folgten ab 2003 wiederum Truppenkommandos, bis 2005 als Kommandeur der Flugschule der schwedischen Luftwaffe und ab 2005 als stellvertretender Kommandeur des Hubschraubergeschwaders der Luftwaffe in Linköping. 2006 erfolgte die Beförderung zum Oberst, 2008 wurde Bydén Kommandeur des Geschwaders und in dieser Funktion 2009 Brigadegeneral.
Vor seiner Ernennung zum Inspekteur der Luftwaffe 2012 war Bydén als Abteilungsleiter für Ausbildung und Beschaffung der Luftwaffe im Stab der schwedischen Streitkräfte eingesetzt. Am 8. Oktober 2013 besuchte Bydén das Taktische Luftwaffengeschwader 73 „Steinhoff“ auf dem Flughafen Rostock-Laage. Mats Helgesson folgte ihm im Oktober 2015 als neuer Befehlshaber der Luftwaffe.
Im Mai 2024 warnte der General davor, dass Putin Bestrebungen haben könnte, die Ostsee zu kontrollieren. Er äußerte die Befürchtung, dass russische Truppen auf der strategisch bedeutenden schwedischen Insel Gotland einmarschieren könnten. Auch eine durch russische Öltanker verursachte Umweltkatastrophe sei möglich.
Nach neun Jahren im Amt wurde Bydén am 30. September 2024 als Befehlshaber von Michael Claesson abgelöst.

## Privates
Micael Bydén ist verheiratet und hat drei Kinder. Er spielt Golf, jagt und fährt Ski.